# Molineuf
Molineuf è un ex comune francese di 827 abitanti situato nel dipartimento del Loir-et-Cher nella regione del Centro-Valle della Loira. Il 1º gennaio 2016 è stato assorbito, insieme al comune di Orchaise, nel nuovo comune di Valencisse, doppo di ché s'è aggiunta anche Chambon-sur-Cisse l'anno successivo. 

## Società

### Evoluzione demografica
Abitanti censiti